# Fernmelde-Impulse
Fernmelde-Impulse – Fachzeitschrift für militärisches Fernmeldewesen; Organ des Fernmelderings e. V. war eine von 1960 bis 1972 vierteljährlich erscheinende deutsche militärische Fachzeitschrift. Sie erschien bei der Wehr und Wissen Verlags-Gesellschaft in Darmstadt. Ihr Nachfolger ist die Zeitschrift F-Flagge.
Eine Zeitschrift mit ähnlicher Thematik ist Antenne – Zeitschrift für die Führungsunterstützung der Bundeswehr.

## Geschichte
Vorgänger der Zeitschrift waren (bzw. gelten als solche):
- 1938–1944: Deutsche Nachrichtentruppen (die F-Flagge) 1
- 1925–1937: Die F-Flagge 2